# Cútenkaku
A Cútenkaku (japán írással: 通天閣, jelentése: égbe hatoló torony) a Japánban található Oszaka Naniva-ku városrészének egyik jelképe, fontos turisztikai célpont. Bár jóval kisebb az eredetinél, de „az oszakai Eiffel-torony” néven is szokták emlegetni. Évente több mint egymillióan látogatják.

## Története
Az eredeti, ma már nem létező tornyot 1912-ben építették, a párizsi Eiffel-torony mintájára vasszerkezetű épületként. Az 5. országos ipari kiállítás egykori helyszínének nyugati felén kialakított Sinszekai városrészben megnyílt Luna Park részét képezte. Ennek a toronynak a magassága 64 méter volt, amivel a Távol-Kelet legmagasabb vasvázas tornyának számított. Emiatt nevezte el a Meidzsi-kor késői időszakának konfuciánus tudósa, Fudzsiszava Nangaku „égbe hatoló toronynak”, azaz Cútenkakunak. Később, a háború során egy tűzvészben annyira megrongálódott, hogy 1956-ban (a városlakók kérésének eleget téve, a finanszírozási nehézségek ellenére) újjáépítették egy más formában. Az építkezéshez szükséges pénzt részben reklámbevételekből teremtették elő, a legfontosabb hirdető a Hitachi cég volt, amely neonreklámokat szerelhetett fel a toronyra. Az első neonfények 1957. július 22-én gyulladtak ki az épületen. 1974-ben, az olajválság következtében a Nemzetközi Kereskedelmi és Ipari Minisztérium energiatakarékossági iránymutatást adott ki, amelynek megfelelve a torony neonreklámjait is kikapcsolták, és csak 1979. április 28-án léptették őket újra működésbe. 2017-ben (immár 13-adszor) felújították őket, azóta 12 színben tudnak világítani. Ugyanekkor cserélték le a torony nagy óráját is LED-technológiájúra.

## Leírás
Az épület Oszaka Naniva-ku nevű részében található, a legközelebbi metróállomás a Szakaiszudzsi vonalon található Ebiszucsó állomás, ahonnan gyalog mintegy 3, illetve a Dóbucuenmae állomás, ahonnan 10 perc alatt érhető el.
Az 5-szintes, 103 méter magas torony tetején kilátót rendeztek be, ahonnan egész Oszaka áttekinthető, az épület belsejében pedig egy Billiken-szobor található, amelyről azt tartják, talpát megismogatva szerencsét hoz. A torony minden nap 9 és 21 óra között tart nyitva, az utolsó látogató 20:30-kor léphet be, mivel a látogatás fél órát vesz igénybe. A belépés díjköteles.
A torony négy oldalán neonreklámok vannak, ebből három a Hitachié, de a nyugati oldalon egy megegyezés értelmében nem ez a cég hirdet, hanem társadalmi célú feliratok jelennek meg rajta. A tetején látható kerek neonfényű kijelző a másnapi időjárásról tájékoztat: ha fehéren világít, derült idő lesz, narancs fény esetén felhős, míg kék esetén eső várható. A torony alatti pinceszinten egy kis színház is működik: minden szombaton és vasárnap rakugo- és manzai-, hétfőnként pedig enkaelőadások szórakoztatják a látogatókat.

## Képek

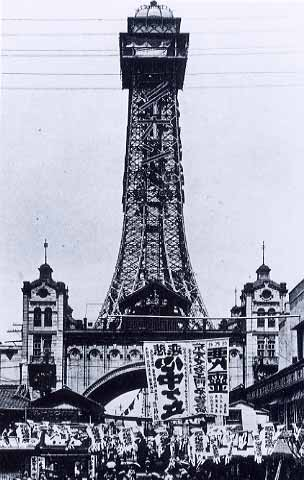
A régi, már nem létező Cútenkaku
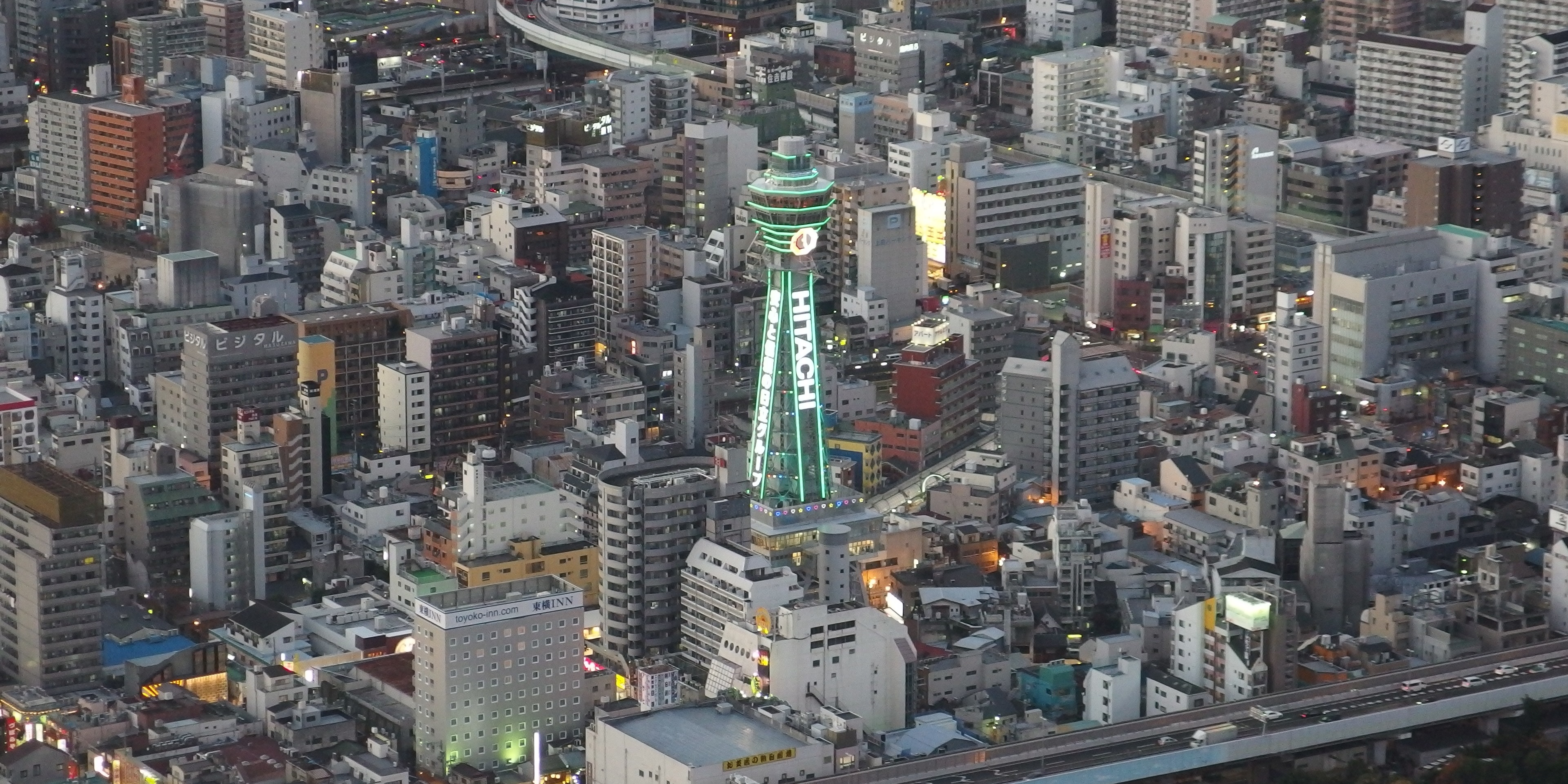
Az új Cútenkaku és környezete
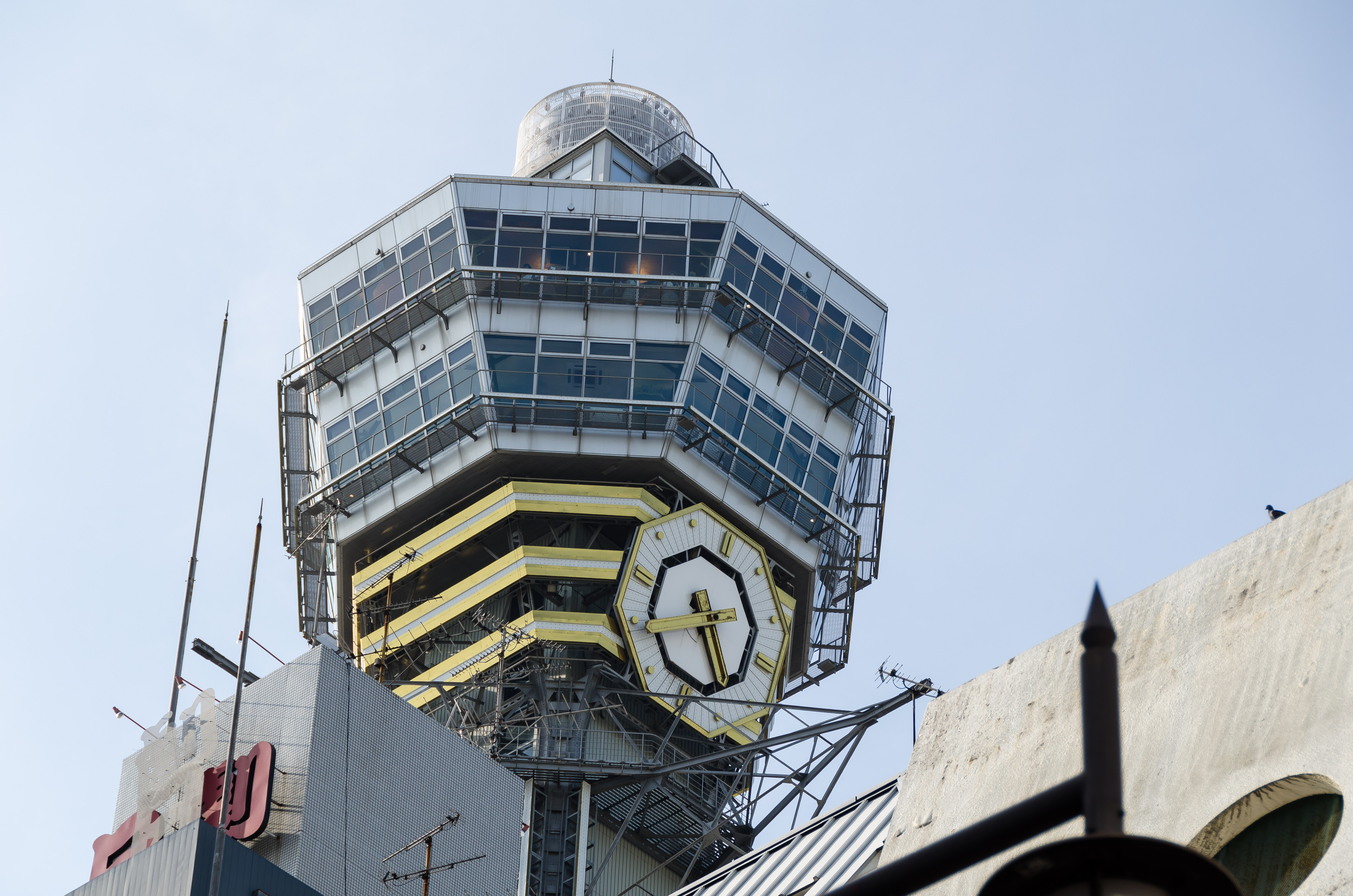
Felső része
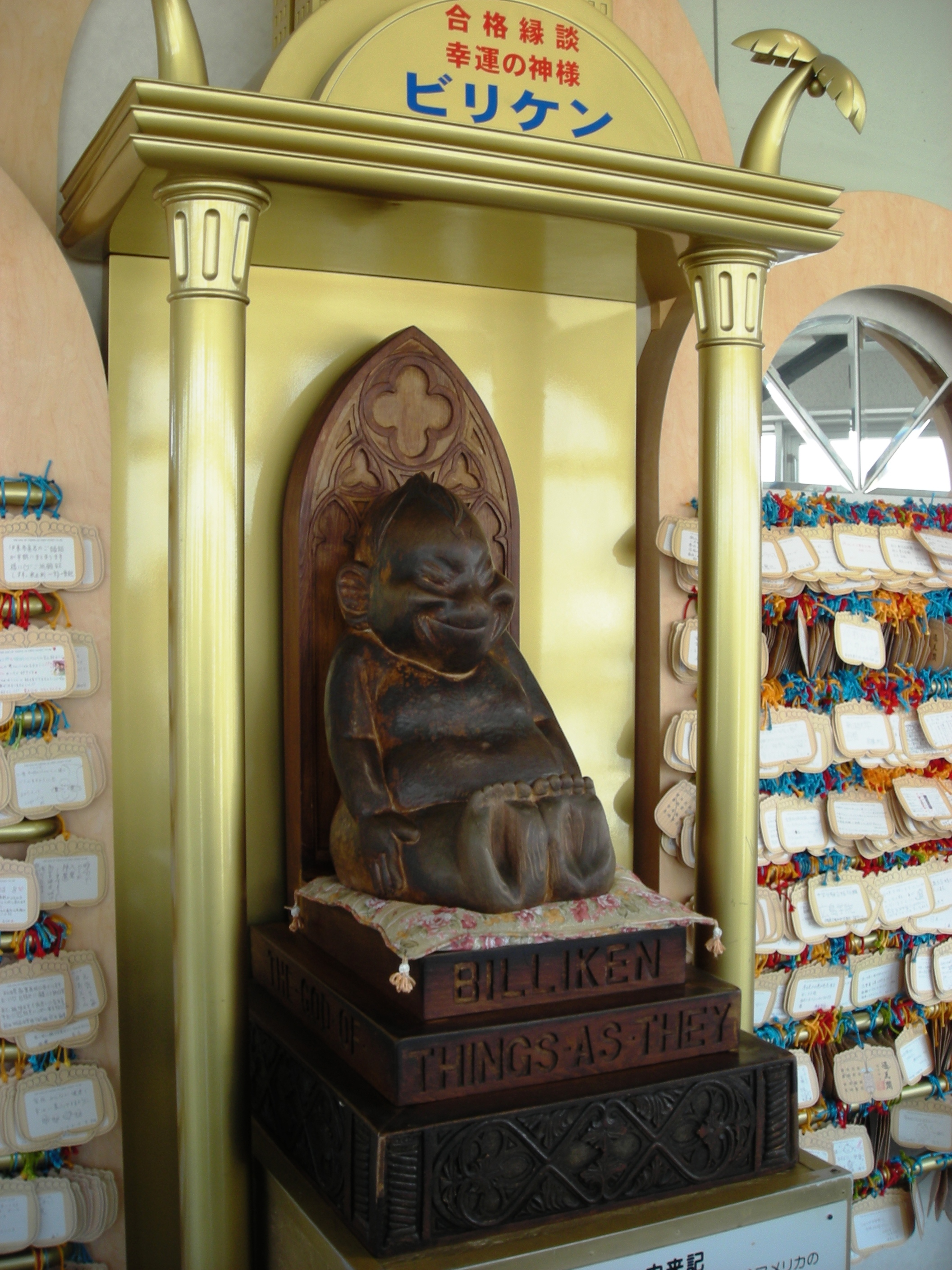
A Billiken-szobor a toronyban